# 브뤼노 메취
브뤼노 메취(프랑스어: Bruno Metsu, 1954년 1월 28일 ~ 2013년 10월 15일, 프랑스 노르주 쿠드케르크브랑슈 ~ 프랑스 노르주 쿠드케르크브랑슈)는 프랑스의 전 축구 지도자로 흔히 압둘 카림(Abdul Karim)이라는 이름으로 알려져 있다.

## 감독 경력
브뤼노 메취는 감독 생활을 시작한 1988년부터 1992년까지 AS 보베 우아즈, 1992년부터 1993년까지 릴 OSC, 1993년부터 1994년까지 발랑시엔 FC, 1995년부터 1998년까지 CS 스당 아르덴, 1998년부터 1999년까지 ASOA 발랑스의 감독을 맡았다. 이후에는 아프리카권과 중동권 팀들을 맡았다.
2000년 기니 축구 국가대표팀의 감독을 맡은 후 2000년부터 2002년까지 세네갈 축구 국가대표팀 감독을 맡은 후 2002년 아프리카 네이션스컵에서 세네갈을 결승까지 끌어올렸으며, 2002년 FIFA 월드컵에서는 FIFA 월드컵 본선에 첫 출전한 세네갈을 8강에 진출시켜 전 세계적인 관심을 끌었다. 그는 2002년 FIFA 월드컵 이후 아랍에미리트의 알아인 FC의 감독을 맡았고, 2003년에는 팀의 AFC 챔피언스리그 우승과 UAE 1부 리그 2연패 등을 이루었다.
그는 2002년 패션모델 출신의 세네갈 여인과 결혼해 주목을 받기도 하였다. 한때 그는 2004년 5월 대한축구협회로부터 대한민국 축구 국가대표팀 감독으로 선임되었지만 연봉 문제와 알아인 FC에 대한 위약금 문제 등으로 무산되었고, 결국 네덜란드 출신의 요하네스 본프레러 감독이 대한민국 축구 국가대표팀 감독으로 선임되었다. 2006년 그는 자발적으로 이슬람교로 개종하였다.
그는 2005년부터 2006년까지 카타르의 알가라파 SC, 2006년에 사우디아라비아의 알이티하드, 2006년부터 2008년까지 아랍에미리트 축구 국가대표팀을 맡았으며, 2008년부터 2011년까지 카타르 축구 국가대표팀 감독을 맡았다.
2012년 디에고 마라도나의 경질로 공석이 된 알와슬 FC 감독에 취임했으나, 폐암 발병으로 사임하였다. 이후 암이 대장까지 전이되어 2013년 10월 15일 향년 60세의 일기로 사망하였다.